# 2point0
I 2.0 sono un tag team di wrestling, attivo nella All Elite Wrestling, maggiormente noto per aver lottato nel circuito indipendente canadese. Il duo ha lottato anche in WWE come gli Ever-Rise.

## Storia

### International Wrestling Syndicate (2004–2010, 2014–2019)
2.0 hanno iniziato a lavorare per l'International Wrestling Syndicate (IWS) di Montreal, Québec nel giugno 2004. 
Per i primi sei mesi nella promozione, Jagged e Shane Matthews hanno lavorato come face, ma nel gennaio 2005 2.0 sono diventati heel in un evento co-promosso dalla Northern Championship Wrestling (NCW) con IWS. Il 26 marzo 2005, i 2.0 hanno ricevuto il loro primo incontro con l'IWS Tag Team Championship, ma non sono stati in grado di detronizzare i campioni in carica dei Flying Hurricanes (Kenny the Bastard e Takao) in un fatal 4-way match, che includeva anche SLI (Marc Le Grizzly e Viking) e Wrecking Crew (Chris Wells e Tomassino). 2.0 hanno ricevuto una rivincita per i titoli il 9 luglio 2005, durante il primo e unico spettacolo dell'IWS in The Arena in Philadelphia, ma sono riusciti a sconfiggere i Flying Hurricanes solo tramite countout, il che significa che non hanno vinto i titoli. Ciò ha dato vita a un Rubber Match per il 20 agosto, quando 2.0 hanno finalmente sconfitto i Flying Hurricanes per vincere l'IWS Tag Team Championship.
Dopo cinque difese e un regno di otto mesi, i 2.0 persero l'IWS Tag Team Championship contro gli Hardcore Ninjaz (Hardcore Ninja #1 e Hardcore Ninja #2) il 2 giugno 2006. Poco dopo Matthews si strappò il legamento crociato posteriore, che lo avrebbe messo da parte per il resto dell'anno e costrinse Jagged a intraprendere una carriera da single. Il 30 settembre 2006, Jagged sconfisse Player Uno vincendo il campionato canadese IWS, che avrebbe mantenuto per 63 giorni, prima di perderlo contro Dan Paysan. Matthews ha fatto il suo ritorno come face il 24 marzo 2007, per affrontare Jagged nel primo incontro IWS tra gli ex membri dei 2.0. Alla fine della partita Matthews ha fatto un turn heel e ha sconfitto Jagged, dopo un'interferenza di zio Manny, che di conseguenza ha dato un turn face a Jagged. Nello spettacolo successivo Matthews spiegò che Jagged, a differenza di Manny, non aveva mostrato alcuna preoccupazione per lui mentre era fuori a causa del suo infortunio.

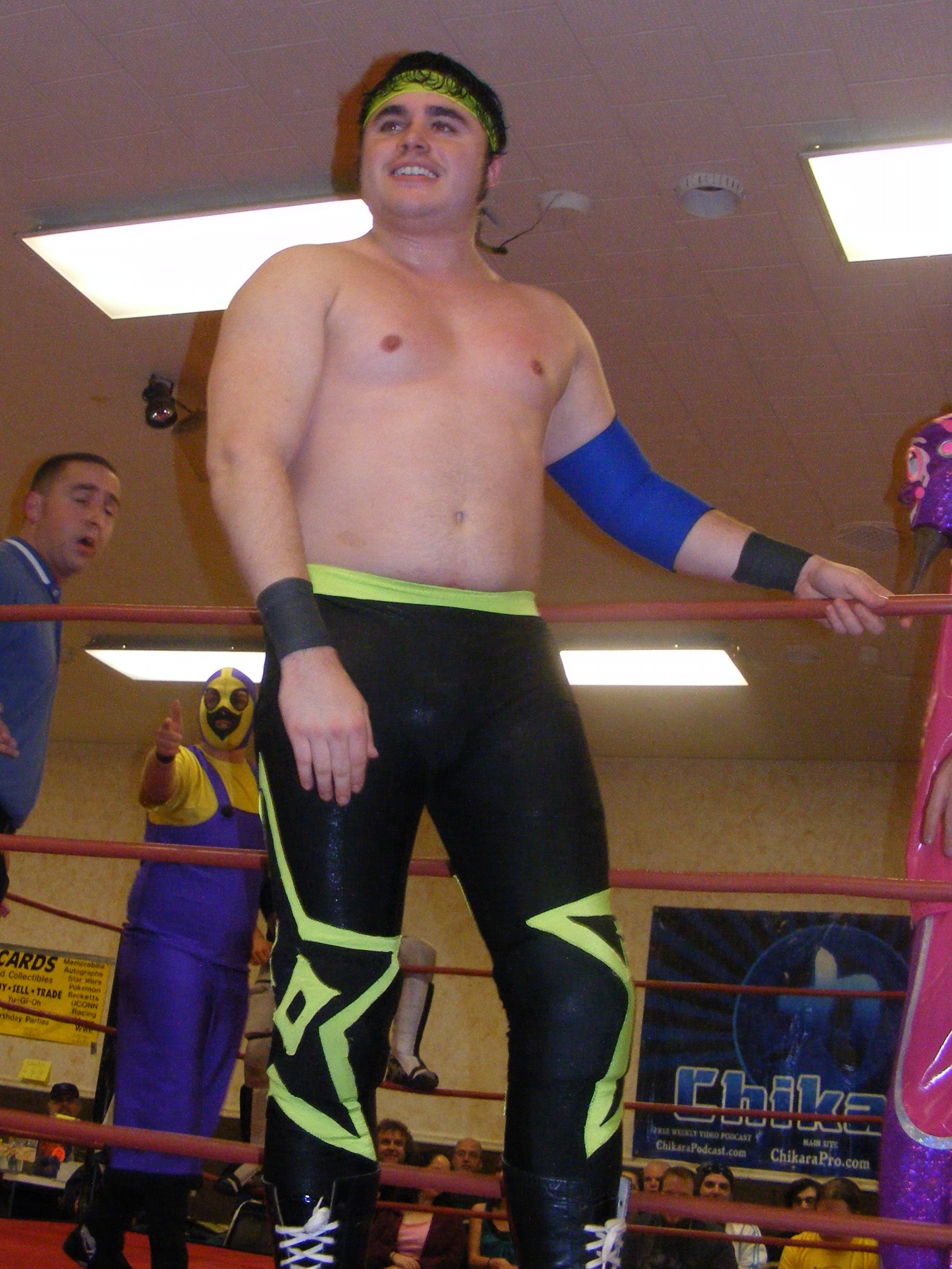
Shane Matthews nel novembre 2008

Dopo aver saltato il paio di spettacoli successivi, Jagged tornò il 16 giugno 2007 e cacciò Matthews e Manny fuori dal ring, proprio mentre stavano per attaccare Twiggy. Tuttavia, Jagged è poi andato contro Twiggy, si è riunito con Matthews e ha annunciato che al prossimo evento avrebbero sfidato per l'IWS Tag Team Championship. Il 14 luglio i 2.0 hanno riconquistato l'IWS Tag Team Championship dagli Hardcore Ninjaz, ma il loro secondo regno si sarebbe rivelato breve poiché il 22 settembre 2007 hanno perso i titoli contro i Super Smash Bros. (Player Uno e Stupefied). 2.0 hanno ricevuto una rivincita per i titoli il 3 novembre, ma sono stati nuovamente sconfitti, questa volta in un two out of three falls match. Dopo diversi tentativi falliti di riconquistare i titoli da team come Franky The Mobster e Twiggy e Up in Smoke (Cheech e Cloudy), i 2.0 mettono in gioco il loro futuro come tag team per ottenere un'ultima possibilità all'IWS Tag Team Championship il 30 maggio 2009, allo IWS 10th Anniversary Show. Tuttavia, alla fine gli Intoccabili (Don Paysan e James Stone) riuscirono a mantenere i titoli e di conseguenza i 2.0 non poterono più fare squadra nell'IWS.
Dopo lo scioglimento Matthews si è soprannominato il più grande atleta canadese e ha iniziato una carriera da single, mentre Jagged ha continuato a sostituire l'infortunato campione IWS Tag Team James Stone e ha formato il tag team The Untouchables 2.0 con l'ex rivale Don Paysan. Nella loro prima partita insieme Jagged e Paysan hanno perso l'IWS Tag Team Championship contro il Rock N' Roid Express (Franky the Mobster e Twiggy). Tuttavia, le carriere di entrambi in singolo furono interrotte e la clausola di scioglimento fu annullata, quando IWS annunciò che avrebbe tenuto il suo spettacolo finale il 9 ottobre 2010, dove 2.0 si sarebbe riformato per affrontare i rivali di lunga data dei Super Smash Bros. in un tag team match. All'evento 2.0 ha sconfitto i Super Smash Bros. concludendo la loro carriera IWS in bellezza.
Quando IWS è tornato nel 2014, Matthews e Parker sono entrati nuovamente a far parte del roster della promozione. Il 28 maggio 2016, al Bloodstream Vol. 2, Parker ha sconfitto Shayne Hawke per il campionato canadese IWS. 
Il 4 febbraio 2017, a Freedom To Fight, Parker ha sconfitto Black Dynomite in una partita di unificazione del campionato IWS. Al Season's Beatings del 2 dicembre 2017, Big Magic ha vinto il campionato mondiale dei pesi massimi IWS in un fatal 4-way elimination match. Il 28 aprile 2018, a Unstoppable, TDT e Buxx Belmar hanno sconfitto Les Brasseurs con Parker e British Strong Style.
Il 12 marzo 2022, IWS ha presentato Un F'N Sanctioned Part 2.0 al MTelus, presentando il ritorno di 2.0 (che rappresenta la Jericho Appreciation Society).

### Chikara (2006–2015)

#### 2.0 (2006-2009)

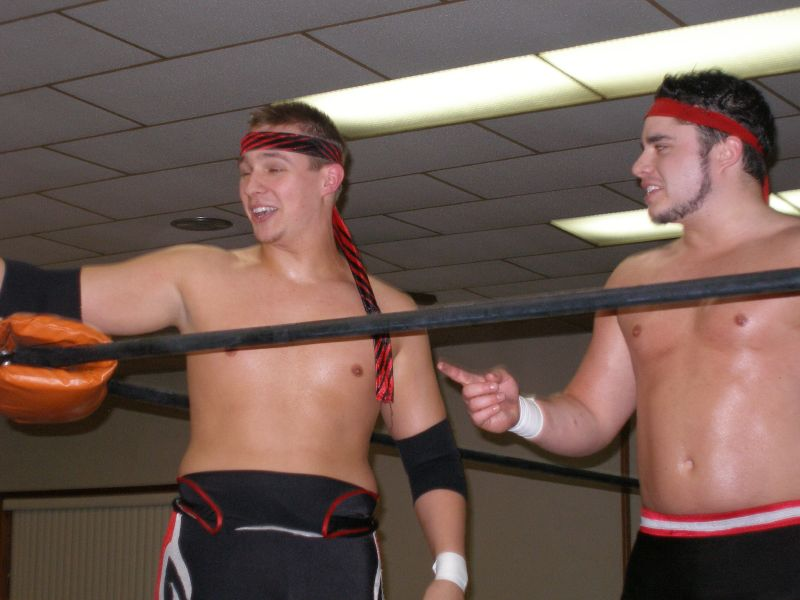
Jagged e Shane Matthews nel febbraio 2007

Jagged e Shane Matthews hanno fatto il loro debutto come rudos (heels) per la promozione Chikara di Philadelphia il 25 febbraio 2006, prendendo parte al Tag World Grand Prix 2006, perdendo contro Men@Work (Mister ZERO e Shane Storm) nel primo turno del torneo. Dopo aver preso parte a un tag team gauntlet match all'"Aniversario Delta" a maggio, Matthews ha subito un infortunio che lo avrebbe messo da parte per otto mesi, lasciando Jagged a lottare in partite singole contro wrestler del calibro di Equinox, Twiggy e Player Uno. Matthews è tornato alla promozione a febbraio per fare squadra con Jagged e il campione della Chikara Young Lions Cup Maxime Boyer come Team Canada nel King of Trios 2007, ma la squadra è stata eliminata dal torneo al primo turno dai futuri vincitori dell'intero torneo, Mike Quackenbush, Jigsaw e Shane Storm. Il 23 marzo 2007, i 2.0 ottennero la loro prima vittoria in tag team a Chikara, sconfiggendo BLKOUT (Joker e Sabian). Nonostante fossero rudos, i 2.0 guadagnarono rapidamente un seguito di culto grazie ai loro promo divertenti e al loro comportamento comico, ma non furono in grado di vincere un altro incontro in 21 mesi. La loro lunga serie di sconfitte si è finalmente conclusa il 25 aprile 2009, quando hanno sconfitto Incoherence (Hallowicked e Frightmare) in un tag team match, grazie a un'interferenza di Brodie Lee, che all'epoca era in una feud con Hallowicked. Tuttavia, il 23 maggio Incoherence ha sconfitto 2.0 in una rivincita. Dopo la sconfitta Jagged e Matthews dichiararono che non avrebbero più rilasciato interviste finché non fossero stati in grado di affrontare il primo punto. A Chikara i tag team hanno bisogno di tre punti (tre vittorie consecutive) per diventare idonei a sfidare per il campionato di tag team della promozione, il Chikara Campeonatos de Parejas. Non ci è voluto molto, poiché il giorno successivo 2.0 ha ottenuto una vittoria sui Sea Donsters (Hydra e Tim Donst). Il 12 giugno Jagged e Matthews hanno sconfitto Atsushi Ohashi e Mototsugu Shimizu durante il tour di Chikara con Big Japan Pro Wrestling a Saitama, Giappone, ma non sono riusciti a raccogliere il terzo punto il giorno successivo, quando sono stati sconfitti da Ryuichi Kawakami e Yoshihito Sasaki a Tokyo, Giappone.

#### The Badd Boyz (2009-2010)
Dopo aver perso un altro match contro The Colony (Fire Ant e Soldier Ant) il 14 agosto 2009, Chikara ha assistito al debutto di The Badd Boyz, con Jagged che si è ribattezzato Chad Badd e Matthews Brad Badd, che hanno adottato il gimmick dei motociclisti duri, uno che avevano precedentemente usato in Inter Species Wrestling. Nonostante non cercassero affatto di nascondere la loro vera identità, i Badd Boyz furono pubblicizzati come un tag team completamente nuovo e non furono fatti riferimenti alle somiglianze tra loro e 2.0, che continuavano ad apparire anche in Chikara. Nella loro prima partita di Chikara, i Badd Boyz sconfissero Fire Ant e Soldier Ant il 12 settembre. Il 21 novembre i Badd Boyz hanno sconfitto The Future is Now (Helios e Lince Dorado), ma il 28 febbraio 2010 hanno fallito ancora una volta nel loro tentativo di guadagnare una partita per il campionato. Il Direttore del divertimento Dieter VonSteigerwalt di Chikara, tuttavia, non è stato divertito dalle buffonate dei Badd Boyz e li ha prenotati in un Loser Leaves Town match contro 2.0 per il 20 marzo 2010. I Badd Boyz hanno vinto la partita tramite countout, quando 2.0 non si sono presentati. Dopo la partita i Badd Boyz hanno rivelato che erano sempre stati 2.0 e hanno annunciato che da ora in poi la versione nuova e migliorata della squadra sarebbe stata conosciuta come 3.0. Con l'annuncio, 3.0 è diventato tecnico (face), mentre Jagged ha adottato il nuovo ring name Scott "Jagged" Parker.

#### 3.0 (2010-2015)

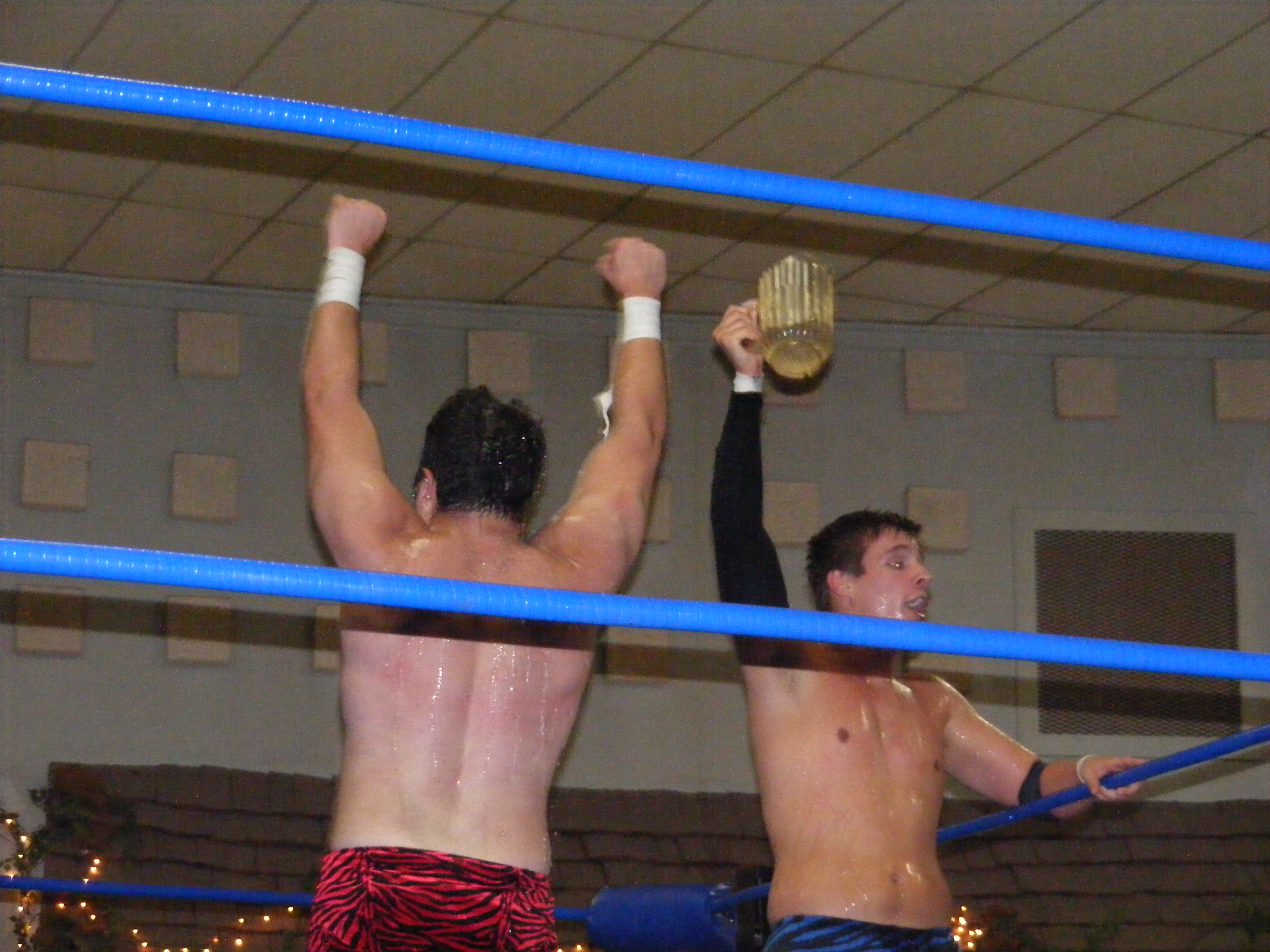
Matthews e Parker celebrano il loro terzo punto il 29 agosto 2010

Il 27 giugno i 3.0 conquistano il primo punto sconfiggendo i F.I.S.T. (Chuck Taylor e Icarus) e ha fatto seguito una vittoria sui Super Smash Bros. (Player Uno e Player Dos) il 28 agosto. Il giorno successivo i 3.0 hanno sconfitto la House of Truth (Christian Abel e Josh Raymond) guadagnandosi il terzo punto e la prima opportunità ai Campeonatos de Parejas. Parker e Matthews hanno ricevuto la loro chance al seguente evento il 18 settembre 2010, secondo una tradizione Chikara, un match Two Out of Three Falls, contro i campioni in carica, Ares e Claudio Castagnoli della Bruderschaft des Kreuzes (BDK). Il BDK ha vinto la prima caduta in modo rapido grazie ad un assalto pre-partita da parte del membro del BDK Delirious. Tuttavia, Parker è riuscito a pareggiare il punteggio bloccando Castagnoli con un flash roll-up, la prima volta che il BDK ha perso una caduta nelle partite per il titolo. Nonostante avesse l'intero spogliatoio di Chikara in prima fila a tifare 3.0, BDK è riuscito a vincere la terza caduta, quando Castagnoli ha costretto Matthews a sottomettersi con l'Inverted Chikara Special, e ha mantenuto i Campeonatos de Parejas. 3.0. ha guadagnato altri tre punti il 20 febbraio 2011, in un tag team match a eliminazione a quattro, dopo aver eliminato i Los Ice Creams (El Hijo del Ice Cream e Ice Cream Jr.), ma ha perso i punti dopo essere stato eliminato dai membri del BDK Daizee Haze e Delirious, dopo una distrazione da UnStable (Vin Gerard e STIGMA), da cui Parker e Matthews avevano guadagnato il loro secondo punto il giorno precedente. Per il King of Trios 2011, i 3.0 si sono riuniti con El Generico per formare ¡3.0lé!. Il 15 aprile, la squadra è stata eliminata dal torneo al primo turno da The Osirian Portal (Amasis, Hieracon e Ophidian). 
Il 21 maggio, i 3.0 hanno concluso la loro faida durata tre mesi con gli UnStable sconfiggendoli in un tag team match, dove la squadra perdente ha dovuto dividersi. All'inizio del 2012, 3.0 si è guadagnato un'altra possibilità ai Campeonatos de Parejas raccogliendo tre punti con vittorie su The Bravado Brothers (Harlem e Lancelot), BDK (Jakob Hammermeier e Tim Donst) e Throwbacks (Dasher Hatfield e Mark Angelosetti). Il 24 marzo a Vaughan, Ontario, i 3.0 sconfissero i F.I.S.T. (Chuck Taylor e Icarus) nell'evento principale del primo evento in assoluto di Chikara in Canada per diventare i nuovi Campeones de Parejas. 
Il 29 aprile, i 3.0 hanno perso i Campeonatos de Parejas contro la F.I.S.T. nella loro prima difesa del titolo, ponendo fine al regno della squadra a soli 36 giorni. Dopo la perdita del titolo, i 3.0 iniziarono un feud con i Bravado Brothers, accusati di aver ferito la costola di Parker prima della sconfitta. La rivalità si è trasformata in una partita di rancore il 23 giugno, dove 3.0 ha vinto, guadagnandosi il secondo punto. 
Sempre a giugno, 3.0 ha iniziato a collaborare regolarmente con Gran Akuma in partite 3v.3. Il 17 agosto, i 3.0 hanno guadagnato il terzo punto eliminando Arik Cannon e Darin Corbin da un fatal 4-way tag team elimination match. Tuttavia, più tardi nella stessa partita, i Bravado Brothers eliminarono 3.0, costando alla squadra rivale tutti i punti e una partita per i Campeonatos de Parejas. Il 14 settembre, 3.0 e Gran Akuma sono entrati nel Torneo King of Trios 2012, ma sono stati eliminati al primo turno da The Batiri (Kobald, Kodama e Obariyon).
Il 2 dicembre, i 3.0 hanno fatto il loro debutto in pay-per-view a Under the Hood, il terzo pay-per-view su Internet di Chikara, dove hanno sconfitto i F.I.S.T. (Chuck Taylor e Johnny Gargano) per guadagnare il terzo punto e un colpo ai Campeonatos de Parejas. Il 10 febbraio 2013, 3.0 ha sconfitto The Young Bucks (Matt Jackson e Nick Jackson) vincendo i Campeonatos de Parejas per la seconda volta. 
I 3.0 hanno difeso con successo il titolo per la prima volta l'8 marzo contro la Devastation Corporation (Blaster McMassive e Max Smashmaster). 
La loro seconda difesa del titolo di successo ha avuto luogo il 4 maggio, quando hanno sconfitto Kodama e Obariyon dei Batiri. 
Il 2 giugno all'Aniversario: Never Compromise, i 3.0 hanno perso i Campeonatos de Parejas contro Pieces of Hate (Jigsaw e The Shard) nella loro terza difesa. In seguito all'evento, Chikara è rimasta inattiva per otto mesi durante una trama, che ha visto un gruppo unito di "rudos" del passato della promozione cercare di ucciderla. La trama è culminata il 1 febbraio 2014, quando il roster di Chikara ha sconfitto il gruppo in una rissa di massa, in seguito all'arrivo tardivo di 3.0 con Archibald Peck, portando la promozione ad annunciare il suo ritorno. A settembre, i 3.0 hanno collaborato con Peck per il King of Trios 2014. La squadra è arrivata alle semifinali del torneo, prima di perdere contro gli eventuali vincitori del torneo, la Devastation Corporation (Blaster McMassive, Flex Rumblecrunch e Max Smashmaster). 
Dopo aver ottenuto altri tre punti, i 3.0 hanno ricevuto un tiro ai Campeonatos de Parejas il 16 novembre, ma sono stati sconfitti dai campioni in carica, The Throwbacks.
Dopo la sfida per il titolo fallita, 3.0 non ha combattuto un altro incontro per Chikara in dieci mesi. Sono tornati il 5 settembre 2015, quando hanno collaborato con N_R_G (Hype Rockwell e Race Jaxon) in un tag team match di otto uomini, dove hanno sconfitto The Colony: Xtreme Force (Arctic Rescue Ant e Orbit Adventure Ant) e Flying Francis (Branden O'Connor e Matt Novak).

### Ring of Honor (2012–2013)
Debuttando il 6 ottobre 2012 in Ring of Honor, Scott Parker e Shane Matthews hanno formato i 3.0 e partecipato all'evento Killer Instinct perdendo contro i Bravado Brothers (Harlem Bravado e Lancelot Bravado).

### WWE (2016–2021)

#### NXTe205 Live(2016–2021)
Lee e Parker firmarono con la WWE nel 2016, venendo mandato nel territorio di sviluppo di NXT, dove debuttarono già nella puntata del 27 aprile 2016 quando vennero sconfitti dai Revival. Nel 2018 Parker ha fatto un'apparizione a Raw nella puntata del 30 aprile Lee e Parker (lottando rispettivamente come Francois e Jean-Paul) sono stati sconfitti dagli Authors of Pain. Nel febbraio del 2019 Parker e Lee sono tornati come reclute del WWE Performance Center. Parker e Lee sono tornati in azione durante un live event di NXT dove sono stati sconfitti da Humberto Carrillo e Raul Mendoza. Sempre durante un altro live event, del 21 marzo stavolta, Parker e Lee sono stati sconfitti da Adrian Jaoude e Cezar Bononi. Due giorni dopo, Lee e Parker sono apparsi con il loro nome storico, i 3.0, e sono stati sconfitti da Fabian Aichner e Marcel Barthel dell'Imperium. Nella puntata di NXT del 4 settembre Martel e Parker sono stati sconfitti dai Breezango. Nella puntata di NXT del 25 settembre gli Ever-Rise, l'alleanza formata da Martel e Parker, sono stati sconfitti da Danny Burch e Oney Lorcan. Nella puntata di NXT del 20 maggio 2020 gli Ever-Rise sono stati nuovamente sconfitti da Burch e Lorcan, così come nella puntata di 205 Live del 22 maggio. Nella puntata di 205 Live del 12 giugno gli Ever-Rise hanno sconfitto Adrian Alanis e Leon Ruff. Nella puntata di NXT del 22 luglio gli Ever-Rise sono stati sconfitti nuovamente dai Breezango. Nella puntata di 205 Live del 7 agosto gli Ever-Rise e Tehuti Miles sono stati sconfitti da Danny Burch, Oney Lorcan e Mansoor. Nella puntata di NXT del 14 agosto gli Ever-Rise sono stati sconfitti dal Legado del Fantasma. Nella puntata di 205 Live del 28 agosto gli Ever-Rise sono stati sconfitti nuovamente da Danny Burch e Oney Lorcan. Nella puntata di 205 Live del 4 settembre il match tra gli Ever-Rise e Danny Burch e Oney Lorcan è terminato in no-contest a causa dell'attacco di Joaquin Wilde e Raul Mendoza del Legado del Fantasma. Nella puntata di 205 Live dell'11 settembre gli Ever-Rise hanno sconfitto Andrew Lockhart e Erik Lockhart. Nella puntata di NXT del 7 ottobre gli Ever-Rise sono stati sconfitti da Drake Maverick e Killian Dain. Nella puntata di NXT del 21 ottobre gli Ever-Rise hanno sconfitto Drake Maverick e Killian Dain per squalifica dopo che Maverick li ha colpiti con una sedia. Nella puntata di 205 Live del 30 ottobre gli Ever-Rise sono stati sconfitti da The Brian Kendrick e Mansoor. Nella puntata di NXT del 4 novembre gli Ever-Rise hanno affrontato nuovamente Drake Maverick e Killian Dain ma l'incontro è terminato in no-contest dopo che la stable formata da Danny Burch, Oney Lorcan, Pat McAfee e Pete Dunne ha attaccato tutti i partecipanti all'incontro. Nella puntata di 205 Live del 20 novembre gli Ever-Rise sono stati sconfitti dai Bollywood Boyz. Nella puntata di 205 Live del 4 dicembre gli Ever-Rise hanno sconfitto i Bollywood Boyz. Nella puntata di NXT del 9 dicembre gli Ever-Rise hanno partecipato ad un Triple Threat Tag Team match che comprendeva anche i Grizzled Young Veterans e l'Imperium ma il match è stato vinto dai Veterans. Nella puntata di 205 Live del 18 dicembre gli Ever-Rise hanno sconfitto nuovamente i Bollywood Boyz in un Tornado Tag Team match. Nella puntata di 205 Live del 1º gennaio 2021 gli Ever-Rise e Curt Stallion hanno sconfitto Ariya Daivari e i Bollywood Boyz. Nella puntata di NXT del 13 gennaio gli Ever-Rise sono stati sconfitti dai Grizzled Young Veterans negli ottavi di finale del Dusty Rhodes Tag Team Classic. Nella puntata di 205 Live del 19 febbraio gli Ever-Rise e i Bollywood Boyz vennero sconfitti da Ashante "Thee" Adonis, Curt Stallion, Jake Atlas e Mansoor. Nella puntata di 205 Live del 26 febbraio gli Ever-Rise vennero sconfitti da Curt Stallion e Mansoor.
Il 25 giugno gli Ever-Rise vennero rilasciati dalla WWE.

### All Elite Wrestling (2021–presente)
Il 4 agosto 2021 i 2.0 debuttarono nella All Elite Wrestling durante l'evento Homecoming facendo coppia con Daniel Garcia e perdendo contro Darby Allin, Eddie Kingston e Jon Moxley.
Il 9 Marzo 2022, nello show dopo Revolution, si uniscono a Chris Jericho, Daniel García, Jack Hager formando la stable heel "The Jericho Appreciation Society".

## Nel wrestling

### Mosse finali in coppia
- Come 2.0/3.0
  - Sweet Taste o' Professionalism (Wheelbarrow facebuster (Matthews) / Double knee gutbuster (Parker) in combinazione)
- Come The Badd Boyz
  - Badd Decapitation (Backbreaker hold (Bradd) / Diving elbow drop (Chadd) in combinazione)

### Soprannomi
- "Big Magic" – Shane Matthews
- "Cool Hand Ang" - Angelo Parker
- "Daddy Magic" - Matt Menard
- "The Hot Property" – Shane Matthews
- "Jagged" – Scott Parker
- "The Most Professional Tag Team in Wrestling"
- "The Sultans of Smirk"

### Musiche d'ingresso
- Plastic Guitars (NXT)
- Rise dei CFO$ (NXT; 2020–2021)
- Two Point OH! di Mikey Rukus (AEW; 2021-2022)
- Sunset In The Vice di Mikey Rukus (AEW; 2022-Presente)

## Titoli e riconoscimenti
- Chikara
  - Chikara Campeonatos de Parejas (2)
- Combat Revolution Wrestling
  - CRW Tag Team Championship (1)
- International Wrestling Syndicate
  - IWS Canadian Championship (2) – Parker
  - IWS Tag Team Championship (2)
  - IWS World Heavyweight Championship (2) – Matthews (1) e Parker (1)
- North Shore Pro Wrestling
  - NSPW Tag Team Championship (1)
- Pro Wrestling Illustrated
  - 266° tra i 500 migliori wrestler singoli secondo PWI 500 (2013) – Matthews
  - 271° tra i 500 migliori wrestler singoli secondo PWI 500 (2013) – Parker
- Wrestling is Awesome
  - WiA Heavyweight Championship (1) – Parker
  - WiA Heavyweight Championship Tournament (2013) – Parker